# Francisco J. Santamaría 1ra. Sección
Francisco J. Santamaría 1ra. Sección är en ort i Mexiko.   Den ligger i kommunen Huimanguillo och delstaten Tabasco, i den sydöstra delen av landet, 600 km öster om huvudstaden Mexico City. Francisco J. Santamaría 1ra. Sección ligger 70 meter över havet och antalet invånare är 690.
Terrängen runt Francisco J. Santamaría 1ra. Sección är platt. Runt Francisco J. Santamaría 1ra. Sección är det ganska glesbefolkat, med 43 invånare per kvadratkilometer. Närmaste större samhälle är Chontalpa, 8,3 km nordost om Francisco J. Santamaría 1ra. Sección. Trakten runt Francisco J. Santamaría 1ra. Sección består till största delen av jordbruksmark.